# Castello Ginami
Il castello Ginami o castello Buccelleni  si trova nell'antica piazza del mercato poi piazza Dante a Gromo in alta val Seriana, venne edificato nel XIII secolo dalla famiglia Buccelleni a uso militare come testimonia la torre armigera simbolo del paese. Costruito sopra uno sperone, altura o grumo di roccia, sarà probabilmente questa posizione a dare il nome al borgo, che non risulta infatti nominato nei documenti ufficiali fino agli albori del XIII secolo.

## Storia
Non esiste documentazione che possa dare la data esatta della costruzione del castello, anche se viene indicato il 1226 per la parte turrita, la conformazione muraria della torre e della parte più a nord del fabbricato, che è sicuramente la parte più antica, lo collocano nel XIII secolo. Verrà ampliato e rivisitato fino al XVII secolo.
Sicuramente venne costruito prima del 1238, anno in cui il paese che era una comunia vicinorum e universitates vicinorum stilò il primo statuto nella chiesa dei Santi Giacomo e Vincenzo, ottenendo poi nel 1267 l'autonomia e diventando borgo con il documento Istrumento del privilegio redatto poi il 12 febbraio.

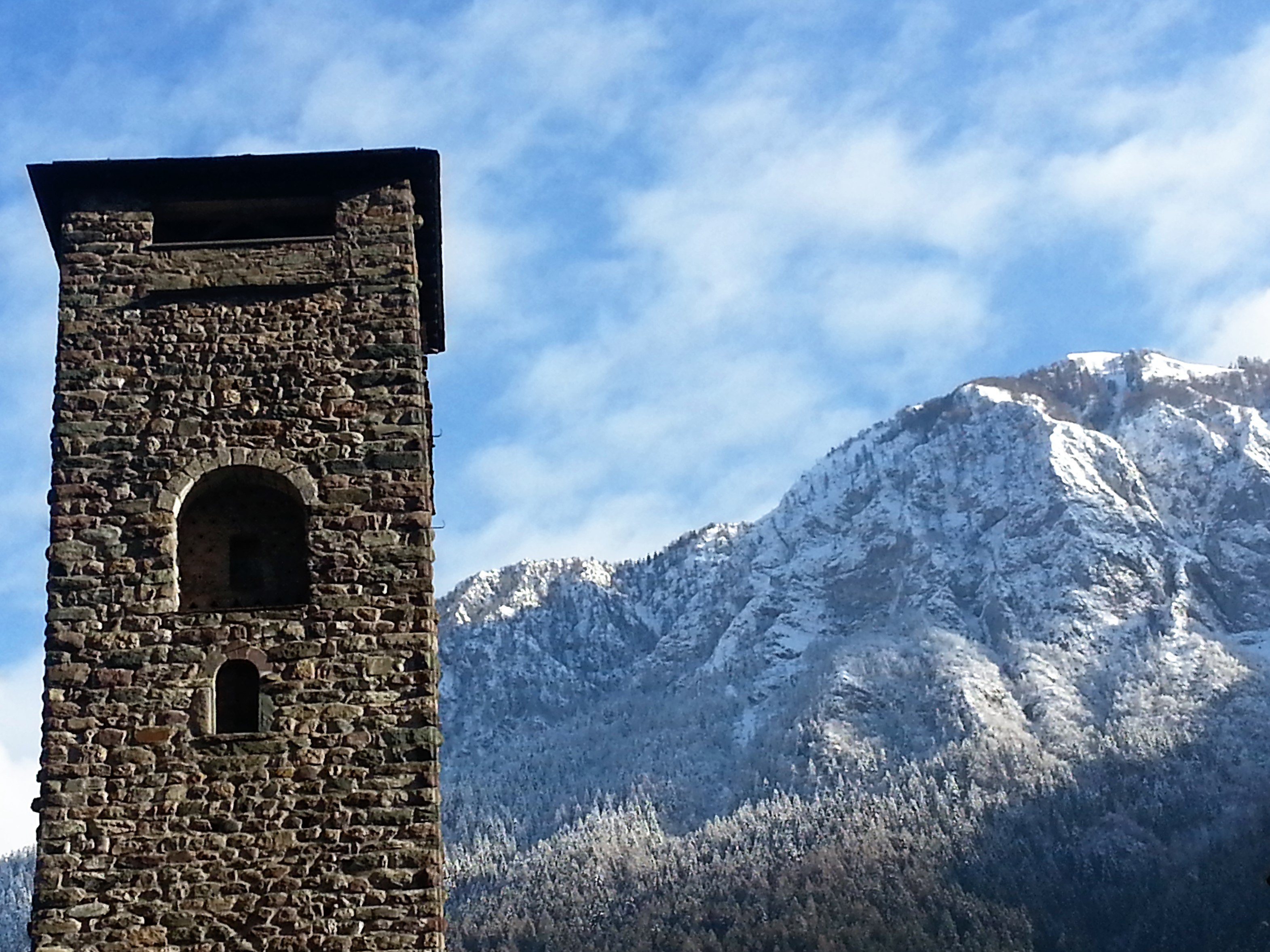
Particolare della torre con vista del monte Redondo

Il castello venne costruito come fortezza e come protezione della miniera d'argento, la sua posizione dominante era riparata a est dalla scarpata sul fiume Serio, a ovest dall'avvallamento che si collegava al territorio attraverso un ponte levatoio, e che fu demolito come imponeva la dominazione veneta nel 1555, mentre intorno era circondato da mura. Il piccolo ponte levatoio consentiva il passaggio di un unico cavaliere a cavallo, diventando così impossibile l'occupazione del maniero da parte di molti soldati. Proprio per ottemperare alle disposizioni veneziane, la torre fu modificata con l'aggiunta di una scala a chiocciola nell'interno, che conducesse alle sei stanze che potessero dare alla struttura l'apparenza di un'abitazione civile, così che non dovesse essere demolita.
La famiglia Buccelleni, originaria di Bergamo, fu tra le prime famiglie non solo a estrarre e lavorare il metallo per farne lame di spada, ma a commercializzare, tanto che nel XIV secolo la famiglia sarà padrona non solo del castello che avrà ampliato, ma dei fabbricati che vi sorsero intorno, la chiesa di San Gregorio, e il Palazzo Milesi.
Nel 1324, Giorgio fu Bartolomeo de Zoppo di Bergamo, di fazione guelfa, dovette fuggire dalla sua abitazione in Torre del Gombito chiedendo ospitalità a Bono Bucelleni nel castello di Gromo. Qui conobbe la figlia Anexina, che sposò in seconde nozze, lasciandola erede con testamento del 28 luglio 1342, conservato nell’Archivio di Stato di Milano, delle sue proprietà, dandole la possibilità di farsi monaca. Anexina nel 1343 fondò nella sua casa, il monastero di Santa Maria de Turre a Torre Boldone diventandone badessa
Nel castello risultano presenti durante i secoli, differenti attività, nel 1498 Giovanni Marco di Marco Bucelleni vi esercitava la professione di aromatario con relativa farmacia o apotecha, attività che venne venduta nel 1529 ad Agostino e Nicolò Della Torre di Bergamo che avevano un opificio per la lavorazione del vetriolo che veniva prodotto in località Torre di Gandellino.
Dal 1501 al 1549 il nobile Daniele Bucelleni vi esercitava la professione di notaio, professione molto importante sul territorio in quanto la vendita delle spade veniva correlata da atti notarili che ne attestavano la qualità della ferrarezza, la scadenza delle consegne e dei pagamenti. 
Proprio la figlia di questo notaio venderà nel 1569 il castello e tutte le proprietà alla famiglia Ginami.

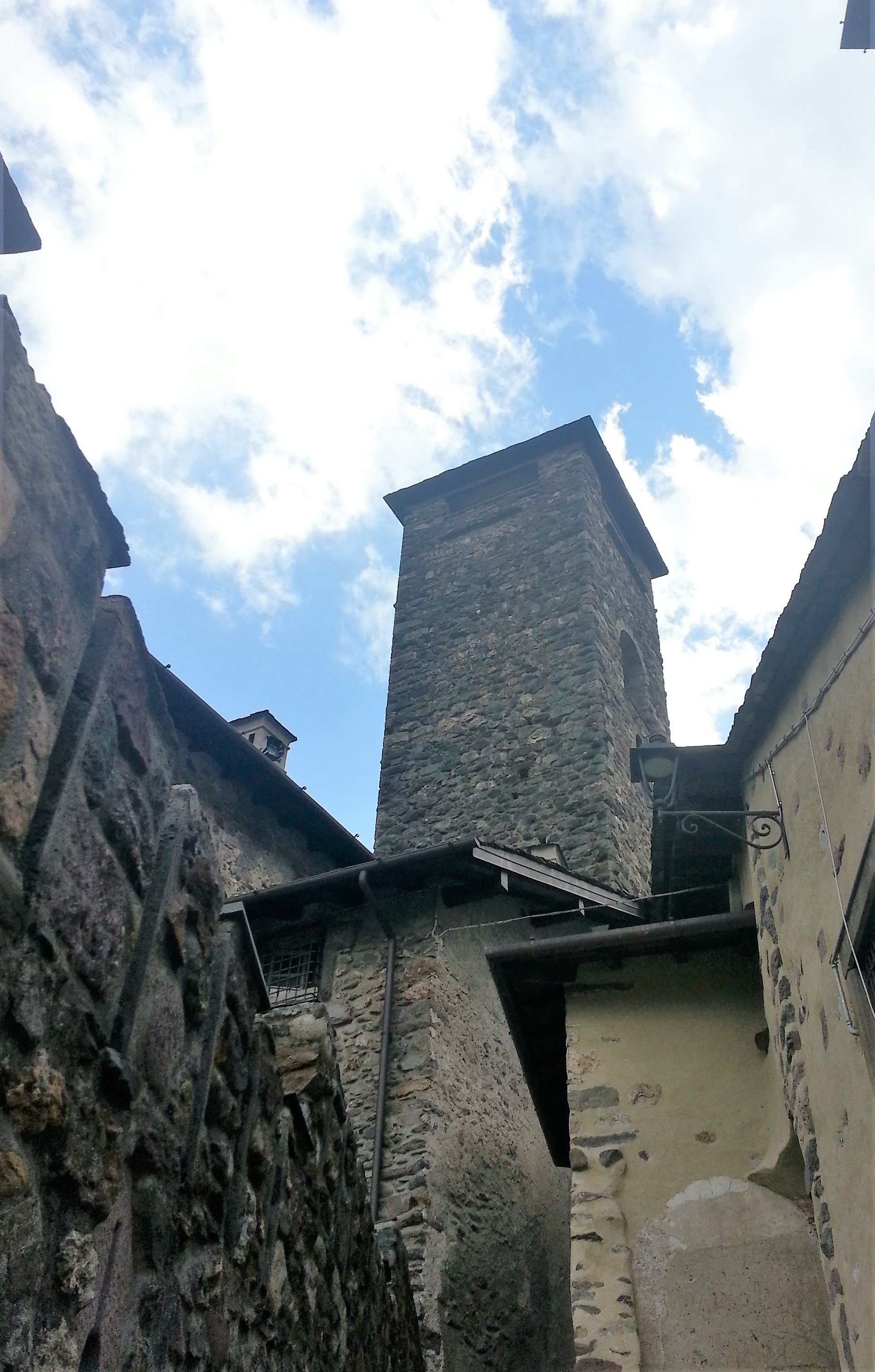
Castello Ginami - Gromo

I Ginami nei secoli si divideranno in più rami, Ginami de Licini e Ginami del Castello.  Subentrerà, per matrimonio, nell'Ottocento, la famiglia di Palmiro Gelmini, i cui eredi hanno poi venduto alla curia di Bergamo l'intera struttura restaurandola. Gli spazi posti al piano terra, antica sede abitativa, divennero sede di ristorante e bar.
Dal 2013 la proprietà viene ritirata dalla famiglia Gabbiadini, che ha provveduto a eseguire lavori di consolidamento a tutta la struttura muraria e alla torre.

## Architettura
Pur avendo un'alta torre dominante sul paese, la primitiva costruzione dovette avere carattere di sola residenza familiare né aver particolari strutture difensive in quanto, all'infuori del fossato che doveva limitarsi alla fronte e alle risvolte, le contigue adiacenze sorgendo il castello su rocce impervie, erano di loro natura resistenti ad assalto nemici - Luigi Angelini 12 castelli Bergamaschi - 1963
Costruito in conci di pietra grigia locale distribuiti in stile bugnato, è posizionato sopra uno sperone di roccia e la sua imponente torre è visibile da tutta la valle. La parte ad ovest è rivolta su piazza Dante, che era l'antica “piazza del Mercato”, la sola che era accessibile dal castello che aveva per la sua posizione su di una rupe una difesa naturale da eventuali attacchi. La facciata conserva spigoli in pietra e tracce di aperture ad arco che indicano le modifiche che vi sono state realizzate nei secoli. Sulla facciata è presente un grande affresco raffigurante san Cristoforo col Bambino, realizzata nel 1952 dal pittore Giovanni Sirtoli per nascondere un danno della facciata, affresco progettato da Luigi Angelini.
Nella parte rivolta a est, il fabbricato si divide in due corpi separati e paralleli, questa parte che era stata edificata nel 1492, subì una completa ricostruzione nel Novecento, quando, causa la realizzazione della nuova strada provinciale sul fondovalle, cedette una parte dello sperone roccioso con un lato del castello, parte poi ricostruita nel 1919.

### Torre
La torre a base quadrata, è tra le parti più antiche del complesso, indicata da Palmiro Gelmini come elevata nel 1226; è completamente inserita nel palazzo che gli è stato costruito intorno, e si eleva sopra i tetti con un'altezza importante. Non ha mai subito variazioni, nel 1553 risulta una delibera del consiglio dei capifamiglia di Gromo per la realizzazione di una campana pro faciendo unam campanam quae ponatur superius turis castri dominorum de Becellenis,  campana che era stata autorizzata anche dalla famiglia del castello, ma che non venne mai realizzata, la sola variazione è il tetto che la ricopre realizzato nei primi anni del XX secolo e completata nel 1933.
Nei restauri del 1952 riprese luce l'antica facciata in muratura in grossi conci di pietra squadrati e posti in corsi regolari sulla lato rivolto verso la piazza.

## Le famiglie

### Bucelleni o Buccelleni

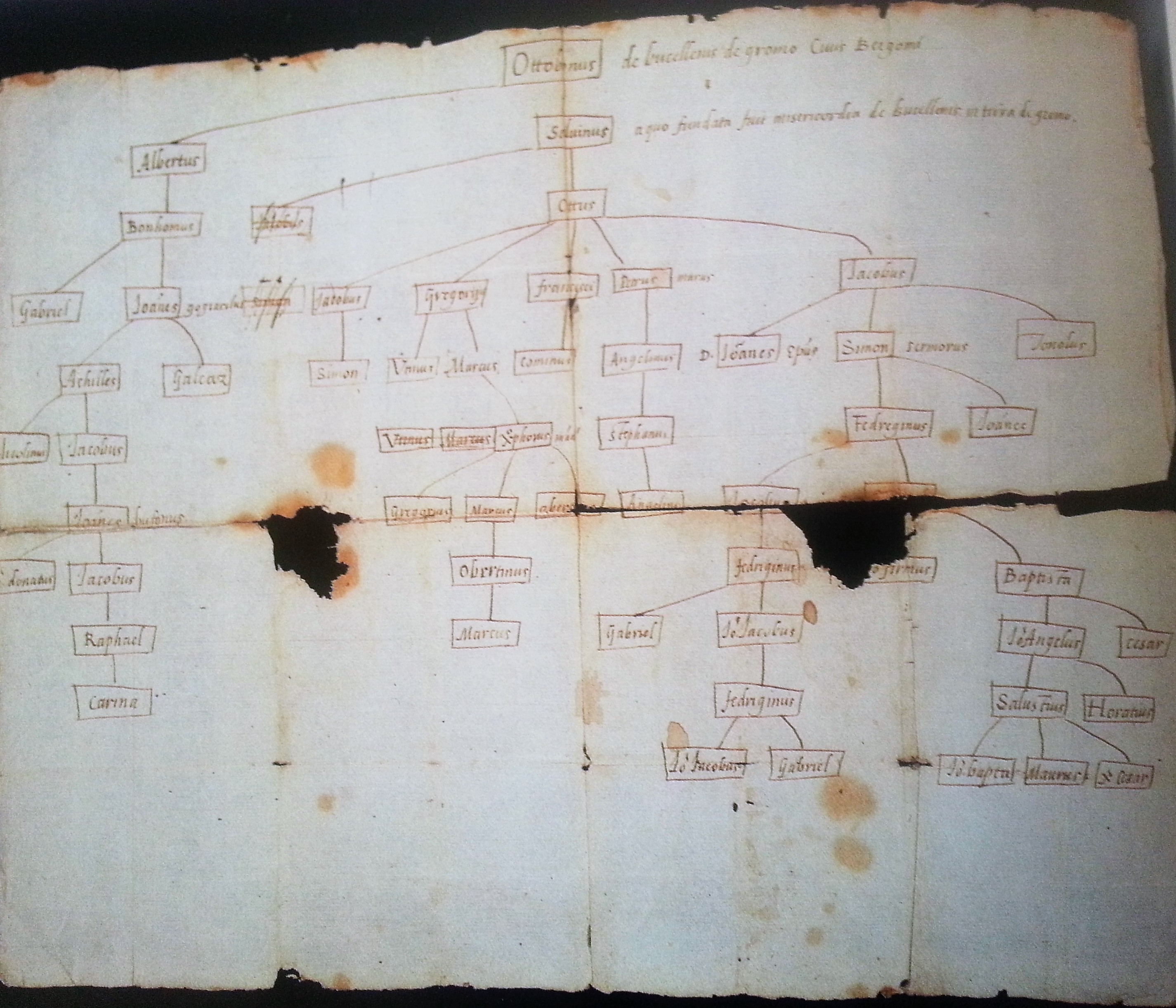
Albero genealogico famiglia Bucelleni

I Bucelleni erano una famiglia presumibilmente originaria di Bergamo, di fazione guelfa, presente nell'area già dal XIII secolo, il primo documento che cita un Bono Buccelleni quale garante del giuramento di fedeltà di Alessandro Ferrarense signore dell'alta valle ottenendo il possesso della Pretura, è del 1252..

 Proprio la sua dichiarata esposizione d'essere guelfa la rende tra le famiglia più nominate e maggiormente conosciuta dagli storici nel XIV e XV secolo.
La famiglia, facendo riferimento ai cognomi e ai soprannomi, potrebbe essere d'origine moresca; vi è indicato in un atto del 14 settembre 1455: Simone dicto ser Moro f.q. dom. Jacobi de Bucelenis de Gromo habitator de Butuno com de Gandelino, del 27 luglio 1456 Gabriele f.q. Federici olim ser Mori de Bucelenis e Gromo civis Pergami, e il 28 settembre 1472 mag. Morello f. q. dom. Alouisi de Buzelenis de Gromo. Fu rinominato un rappresentante della famiglia il 2 agosto 1253 come persona che gestisce un edificio con la mola. Sono menzionati in un atto del 1267 i fratelli Ottobono e Corrado di Salvodo de Buzzelenis con il titolo di Civis Pergami, che avendo terreni e miniere in alta Val Seriana vi si stanziarono sviluppando la lavorazione delle armi bianche e il loro commercio. 
Saranno i primi proprietari del castello che veniva chiamato Castrum de Bucellenis. In un atto del 1425 risulteranno proprietari di molte case sulla piazza e nei comuni limitrofi, saranno loro a costruire la chiesa di San Gregorio e il palazzo Milesi posti sulla piazza.
Alcuni Bucelleni di fazione guelfa sono citati nell'assedio di castello di San Lorenzo del 1378 con l'incarico di comandanti, mentre del 1398 la presenza di un Franceschino Bucelleni sempre di fazione guelfa che si adoperava insieme ai suoi due fratelli
Tra i personaggi illustri ci furono il vescovo Giovanni Buccelleni (marzo 1382-1472) e Francesco Bucelleni (1582) forse arciprete sepolto nella cappella di San Benedetto.
Nel 1314 venne ospite di Bono de Bucelleni figlio di Adriano e nipote di Ottobono capostipite della famiglia, Giorgio Del Zoppo, che, di fazione guelfa, era in fuga da Bergamo. In questa occasione conobbe la giovane Anexina, che sposò nel 1324 in seconde nozze. Del Zoppo morì nell'agosto del 1342 lasciando in eredità i suoi beni a Bono Bucelleni in qualità di esecutore testamentario, ai cognati Giovanni e Giacomo le sue armi e corazze, e alla moglie le proprietà in Torre Boldone, dandole la possibilità di prendere i voti monacali, come sembra fosse sua richiesta, e di trasformare la casa in convento. 

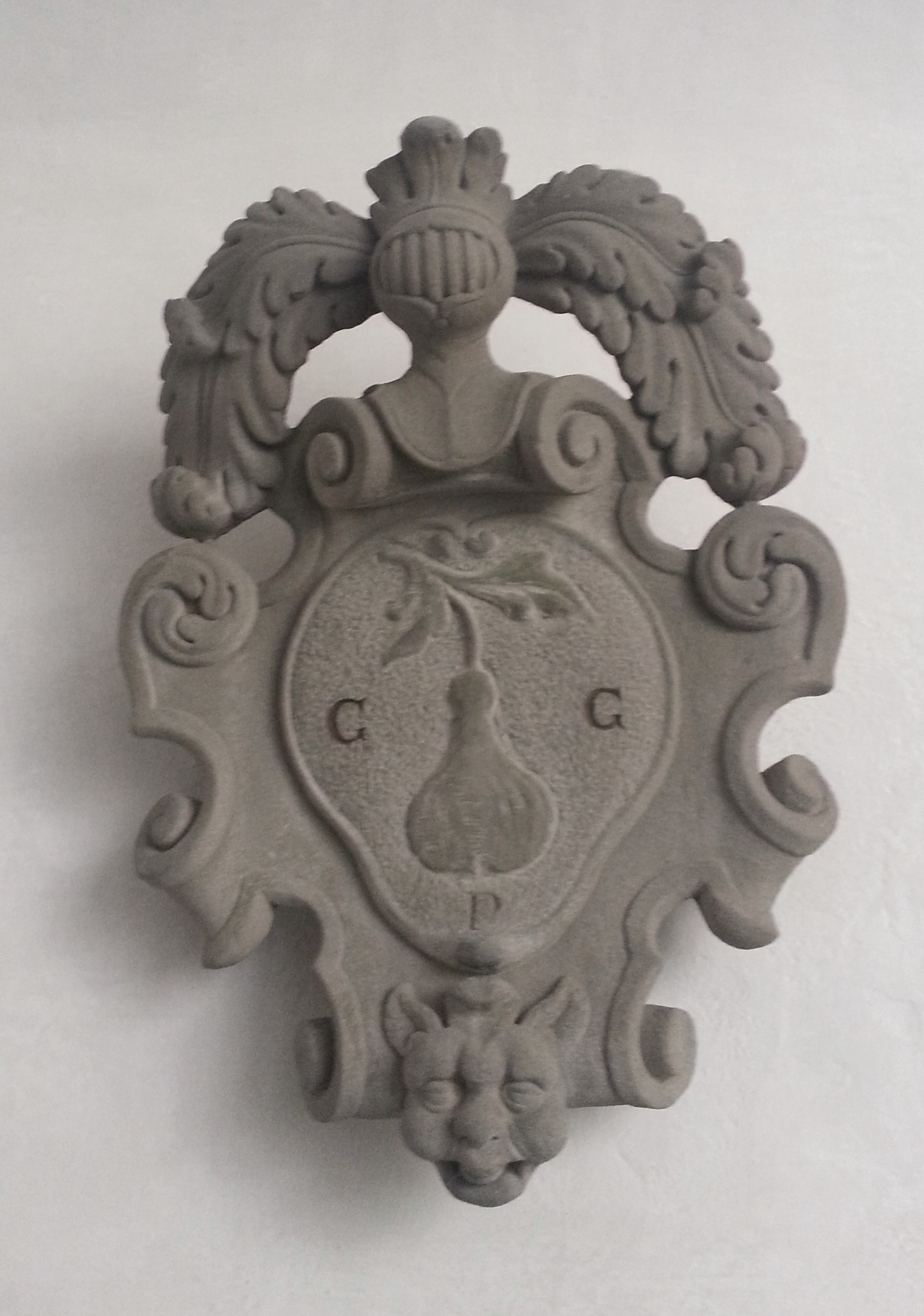
Stemma Ginami -Castello Ginami

Già l'anno successivo la giovane Anessina risulta fosse badessa del monastero agostiniano di Santa Maria de Turre, dove nella navata della chiesa tra gli affreschi trecenteschi sono raffigurati Giorgio Del Zoppo e Anexina in abiti monacali.
La presenza della famiglia Buccelleni a Gromo nel Trecento è documentata da una pergamena del 21 agosto 1384 a Gromo, atto notarile rogato dal notaio Andriolo fu Pecino Bossi di Gromo dove risulta che Giacoma fu Pagano Adelasi di Bergamo, era vedova di Bonomo Buceleni di Gromo, e che aveva quattro figli maschi: Alberto, Gabriele, Marco e Giovanni.
Tra i Buccelleni si ricorda Caterina Buccelleni sposa del conte Trussardo da Calepio e madre di Ambrogio Calepio, monaco della chiesa di sant'Agostino di Bergamo scrittore del Calepino, che il 20 ottobre 1452 dettò un lascito testamentario di cinquanta lire della sua dote per detta chiesa, lascito che nel 1496 vennero trasformato nel permesso di transito sulla proprietà dei conti del materiale proveniente dalla cava dei Rivola per la costruzione del secondo chiostro del monastero: soddisfarono a questo legato col far condur in convento pietre per le nostre fabriche, cavate dalla vena di Caterl Belfante di ragion del convento avuto da Salvino Rivola.
I Buccelleni lasceranno il paese nel XVI secolo vendendo tutte le proprietà.
Nel 1529 il notaio Giovanni Bucelleni vende parte del palazzo ai Torriani, Nicolò e Agostino, spezieri di cui Lorenzo Lotto, aveva realizzato nel 1515 il ritratto.

### Ginami
Tra le famiglie che maggiormente lavoravano le spade nelle fucine poste sul Goglio vi era quella degli Zuchinali o Zucchini, che aveva come blasone tre zucchine. Un discendente della famiglia, certo Ginami, viene nominato in un atto notarile nel 1425, successivamente, in un atto notarile del 1446, vengono nominati i fratelli Gabriele e Giacomino fu Genesino de Zuchinalis. Si desume che questo ramo nacque dal soprannome attribuito a Gabriele fu Genesino Zucchinali che riuscendo a ottenere una grande ricchezza con la lavorazione e la commercializzazione di lame da spada, acquisì numerosi terreni, fucine, e diritti minerari firmando gli atti notarili con il nome di  Ginami degli Zucchinali.
Questo ramo della famiglia si distaccò, diventando quella dei Ginami o Ginammi che prendendo ad emblema una parte del blasone della famiglia d'origine, affrescò i palazzi e adornò i portali del paese con il simbolo di un'unica zucchina. Nel la famiglia fu inserita nella nobiltà veneziana con decreto del 1792.

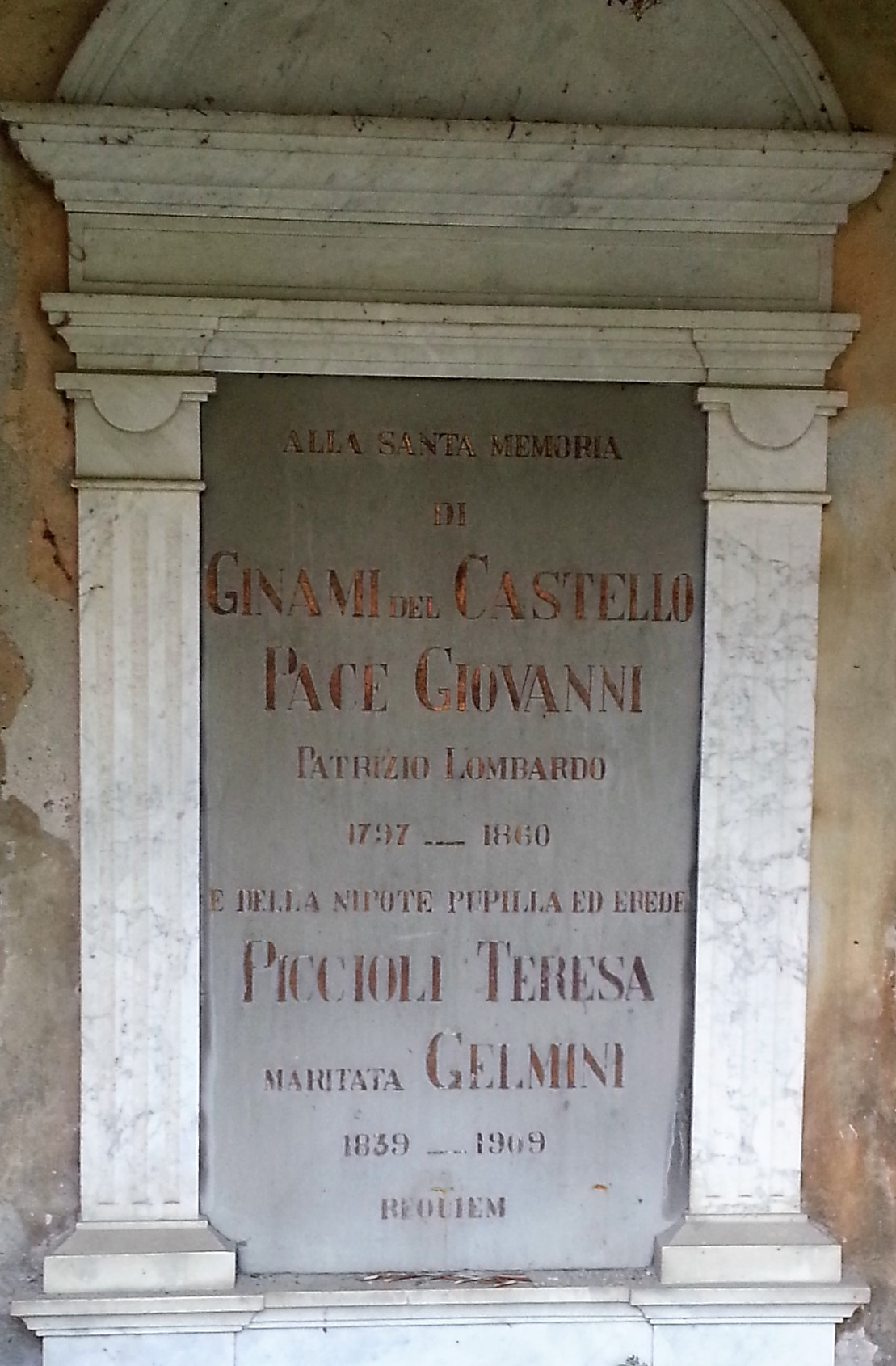
Lapide della famiglia Ginami-Gelmini

I Ginami si divisero ulteriormente nei Ginami del Castello e Ginami dei Licini quando Cristoforo Ginami nella seconda metà del Cinquecento, andò in sposa con Concordia De' Licini di Clusone, che con la dote portò anche l'obbligo di aggiungere il proprio cognome agli eredi, famiglia che però si estinse agli inizi del Ottocento. Fu Piccioli Teresa Ginami a sposare l'ing. Palmiro Gelmini, tra i fondatori della sezione di Bergamo del C.A.I (1839-1909), iniziando così il ramo dei Gelmini. Il nipote omonimo Palminro, vendette negli ultimi ani sessanta del Novecento, il castello alla diocesi di Bergamo.

### Romanzi storici
- La torre duecentesca del castello è protagonista del romanzo storico di:  Nazareth Simoncelli, Aeternum. Confitemini Domino In Aeternum Misericordia Eius, 2019, ISBN 88-6912-153-4.